# Campionati mondiali di sci alpino 2013
I Campionati mondiali di sci alpino 2013 si sono svolti in Austria, a Schladming, dal 5 al 17 febbraio. Il programma ha incluso gare di discesa libera, supergigante, slalom gigante, slalom speciale e supercombinata, tutte sia maschili sia femminili, e una gara a squadre mista.

## Assegnazione e impianti
La sede è stata decisa da una votazione a maggioranza (10 voti a favore e 6 contrari), che ha visto prevalere questa località rispetto alle altre pretendenti, Vail/Beaver Creek, Cortina d'Ampezzo e Sankt Moritz. La scelta è stata fatta dal consiglio mondiale della FIS riunito a Città del Capo (Sudafrica) il 28 maggio 2008.

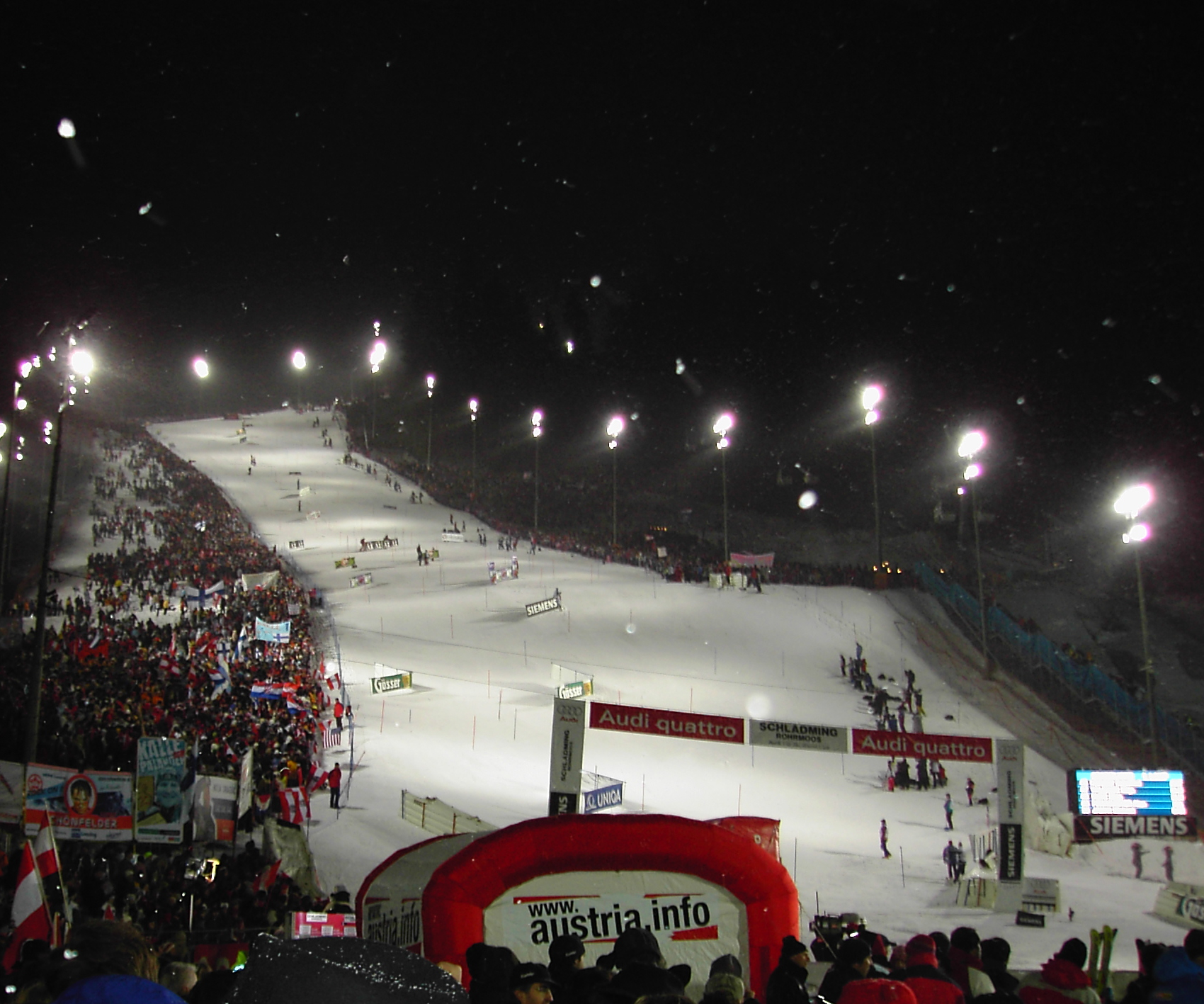
La pista Planai

La località aveva già ospitato la rassegna iridata nel 1982 ed è sede della Planai, uno dei tracciati classici della Coppa del Mondo dove viene disputato solitamente lo slalom speciale maschile. Nel marzo 2012 nella stessa cittadina austriaca si sono tenute le gare conclusive della stagione precedente di Coppa del Mondo: queste competizioni hanno avuto anche lo scopo di far testare agli atleti i percorsi da affrontare l'anno successivo, come consuetudine alla vigilia degli appuntamenti olimpici e mondiali.

## Risultati

### Uomini

#### Discesa libera
| Pos. | Atleta             | Nazione   | Tempo   |
| ---- | ------------------ | --------- | ------- |
| 1    | Aksel Lund Svindal | Norvegia  | 2:01,32 |
| 2    | Dominik Paris      | Italia    | 2:01,78 |
| 3    | David Poisson      | Francia   | 2:02,29 |
| 4    | Klaus Kröll        | Austria   | 2:02,67 |
| 5    | Andreas Romar      | Finlandia | 2:02,68 |
| 6    | Silvan Zurbriggen  | Svizzera  | 2:02,69 |
| 7    | Patrick Küng       | Svizzera  | 2:02,86 |
| 8    | Didier Défago      | Svizzera  | 2:02,91 |
| 9    | Jan Hudec          | Canada    | 2:02,99 |
| 10   | Adrien Théaux      | Francia   | 2:03,03 |

Data: sabato 9 febbraio 2013

Ore: 11.00 (UTC+1)

Pista: Planai

Partenza: 1 753 m s.l.m.

Arrivo: 777 m s.l.m.

Lunghezza: 3 334 m

Dislivello: 976 m

Tracciatore: Helmuth Schmalzl (FIS)

#### Supergigante
| Pos. | Atleta                | Nazione     | Tempo   |
| ---- | --------------------- | ----------- | ------- |
| 1    | Ted Ligety            | Stati Uniti | 1:23,96 |
| 2    | Gauthier de Tessières | Francia     | 1:24,16 |
| 3    | Aksel Lund Svindal    | Norvegia    | 1:24,18 |
| 4    | Hannes Reichelt       | Austria     | 1:24,51 |
| 5    | Matthias Mayer        | Austria     | 1:24,91 |
| 6    | Alexis Pinturault     | Francia     | 1:24,99 |
| 7    | Christof Innerhofer   | Italia      | 1:25,05 |
| 8    | Romed Baumann         | Austria     | 1:25,17 |
| 9    | Adrien Théaux         | Francia     | 1:25,21 |
| 10   | Georg Streitberger    | Austria     | 1:25,30 |

Data: mercoledì 6 febbraio 2013

Ore: 11.00 (UTC+1)

Pista: Planai

Partenza: 1 348 m s.l.m.

Arrivo: 777 m s.l.m.

Lunghezza: 1 885 m

Dislivello: 571 m

Tracciatore: Tron Moger (Norvegia)

#### Slalom gigante
| Pos. | Atleta              | Nazione     | Tempo   |
| ---- | ------------------- | ----------- | ------- |
| 1    | Ted Ligety          | Stati Uniti | 2:28,92 |
| 2    | Marcel Hirscher     | Austria     | 2:29,73 |
| 3    | Manfred Mölgg       | Italia      | 2:30,67 |
| 4    | Aksel Lund Svindal  | Norvegia    | 2:30,71 |
| 5    | Alexis Pinturault   | Francia     | 2:30,86 |
| 6    | Davide Simoncelli   | Italia      | 2:31,00 |
| 7    | Fritz Dopfer        | Germania    | 2:31,11 |
| 8    | Philipp Schörghofer | Austria     | 2:31,17 |
| 9    | Benjamin Raich      | Austria     | 2:31,32 |
| 10   | Felix Neureuther    | Germania    | 2:31,70 |

Data: venerdì 15 febbraio 2013

1ª manche:

Ore: 10.00 (UTC+1)

Pista: Planai

Partenza: 1 148 m s.l.m.

Arrivo: 745 m s.l.m.

Dislivello: 403 m

Tracciatore: Andreas Puelacher (Austria)

2ª manche:

Ore: 13.30 (UTC+1)

Pista: Planai

Partenza: 1 148 m s.l.m.

Arrivo: 745 m s.l.m.

Dislivello: 403 m

Tracciatore: Jacques Théolier (Italia)

#### Slalom speciale
| Pos. | Atleta            | Nazione  | Tempo   |
| ---- | ----------------- | -------- | ------- |
| 1    | Marcel Hirscher   | Austria  | 1:51,03 |
| 2    | Felix Neureuther  | Germania | 1:51,45 |
| 3    | Mario Matt        | Austria  | 1:51,68 |
| 4    | André Myhrer      | Svezia   | 1:52,08 |
| 5    | Ivica Kostelić    | Croazia  | 1:52,15 |
| 6    | Alexis Pinturault | Francia  | 1:52,27 |
| 7    | Fritz Dopfer      | Germania | 1:52,52 |
| 8    | Jens Byggmark     | Svezia   | 1:52,85 |
| 9    | Mattias Hargin    | Svezia   | 1:52,96 |
| 10   | Mitja Valenčič    | Slovenia | 1:53,20 |

Data: domenica 17 febbraio 2013

1ª manche:

Ore: 10.00 (UTC+1)

Pista: Planai

Partenza: 961 m s.l.m.

Arrivo: 745 m s.l.m.

Dislivello: 216 m

Tracciatore: Marco Pfeifer (Svezia)

2ª manche:

Ore: 13.30 (UTC+1)

Pista: Planai

Partenza: 961 m s.l.m.

Arrivo: 745 m s.l.m.

Dislivello: 216 m

Tracciatore: David Chastan (Francia)

#### Supercombinata
| Pos. | Atleta            | Nazione     | Tempo   |
| ---- | ----------------- | ----------- | ------- |
| 1    | Ted Ligety        | Stati Uniti | 2:56,96 |
| 2    | Ivica Kostelić    | Croazia     | 2:58,11 |
| 3    | Romed Baumann     | Austria     | 2:58,13 |
| 4    | Andreas Romar     | Finlandia   | 2:58,30 |
| 5    | Sandro Viletta    | Svizzera    | 2:58,38 |
| 6    | Alexis Pinturault | Francia     | 2:58,41 |
| 7    | Silvan Zurbriggen | Svizzera    | 2:58,42 |
| 8    | Carlo Janka       | Svizzera    | 2:58,65 |
| 9    | Dominik Paris     | Italia      | 2:58,88 |
| 10   | Matthias Mayer    | Austria     | 2:59,37 |

Data: lunedì 11 febbraio 2013

1ª manche:

Ore: 12.00 (UTC+1)

Pista: Planai

Partenza: 1 753 m s.l.m.

Arrivo: 777 m s.l.m.

Lunghezza: 3 366 m

Dislivello: 976 m

Tracciatore: Helmuth Schmalzl (FIS)

2ª manche:

Ore: 18.15 (UTC+1)

Pista: Planai

Partenza: 961 m s.l.m.

Arrivo: 745 m s.l.m.

Dislivello: 216 m

Tracciatore: Frédéric Perrin (Francia)

### Donne

#### Discesa libera
| Pos. | Atleta             | Nazione     | Tempo   |
| ---- | ------------------ | ----------- | ------- |
| 1    | Marion Rolland     | Francia     | 1:50,00 |
| 2    | Nadia Fanchini     | Italia      | 1:50,16 |
| 3    | Maria Riesch       | Germania    | 1:50,70 |
| 4    | Nadja Kamer        | Svizzera    | 1:50,74 |
| 5    | Julia Mancuso      | Stati Uniti | 1:50,85 |
| 6    | Stacey Cook        | Stati Uniti | 1:50,91 |
| 7    | Tina Maze          | Slovenia    | 1:51.21 |
| 8    | Andrea Fischbacher | Austria     | 1:51,23 |
| 9    | Elena Fanchini     | Italia      | 1:51,45 |
| 10   | Elisabeth Görgl    | Austria     | 1:51,55 |

Data: domenica 10 febbraio 2013

Ore: 11.00 (UTC+1)

Pista: Streicher

Partenza: 1 479 m s.l.m.

Arrivo: 771 m s.l.m.

Lunghezza: 3 050 m

Dislivello: 708 m

Tracciatore: Jan Tischhauser (FIS)

#### Supergigante
| Pos. | Atleta              | Nazione     | Tempo   |
| ---- | ------------------- | ----------- | ------- |
| 1    | Tina Maze           | Slovenia    | 1:35,35 |
| 2    | Lara Gut            | Svizzera    | 1:35,77 |
| 3    | Julia Mancuso       | Stati Uniti | 1:35,91 |
| 4    | Sofia Goggia        | Italia      | 1:35,96 |
| 5    | Fabienne Suter      | Svizzera    | 1:36,25 |
| 6    | Ilka Štuhec         | Slovenia    | 1:36,28 |
| 7    | Daniela Merighetti  | Italia      | 1:36,32 |
| 8    | Viktoria Rebensburg | Germania    | 1:36,33 |
| 9    | Andrea Fischbacher  | Austria     | 1:36,40 |
| 10   | Dominique Gisin     | Svizzera    | 1:36,57 |

Data: martedì 5 febbraio 2013

Ore: 11.00 (UTC+1)

Pista: Streicher

Partenza: 1 331 m s.l.m.

Arrivo: 771 m s.l.m.

Lunghezza: 2 218 m

Dislivello: 560 m

Tracciatore: Daniele Petrini (Svizzera)

#### Slalom gigante
| Pos. | Atleta               | Nazione     | Tempo   |
| ---- | -------------------- | ----------- | ------- |
| 1    | Tessa Worley         | Francia     | 2:08,06 |
| 2    | Tina Maze            | Slovenia    | 2:09,18 |
| 3    | Anna Fenninger       | Austria     | 2:09,24 |
| 4    | Kathrin Zettel       | Austria     | 2:09,60 |
| 5    | Frida Hansdotter     | Svezia      | 2:10,34 |
| 6    | Mikaela Shiffrin     | Stati Uniti | 2:10,36 |
| 7    | Lara Gut             | Svizzera    | 2:10,44 |
| 8    | Marie-Michèle Gagnon | Canada      | 2:10,69 |
| 9    | Maria Riesch         | Germania    | 2:11,08 |
| 10   | Ana Drev             | Slovenia    | 2:11,21 |

Data: giovedì 14 febbraio 2013

1ª manche:

Ore: 10.00 (UTC+1)

Pista: Planai

Partenza: 1 105 m s.l.m.

Arrivo: 745 m s.l.m.

Dislivello: 360 m

Tracciatore: Christian Brüesch (Finlandia)

2ª manche:

Ore: 13.30 (UTC+1)

Pista: Planai

Partenza: 1 105 m s.l.m.

Arrivo: 745 m s.l.m.

Dislivello: 360 m

Tracciatore: Günther Obkirchner (Austria)

#### Slalom speciale
| Pos. | Atleta                | Nazione     | Tempo   |
| ---- | --------------------- | ----------- | ------- |
| 1    | Mikaela Shiffrin      | Stati Uniti | 1:39,85 |
| 2    | Michaela Kirchgasser  | Austria     | 1:40,07 |
| 3    | Frida Hansdotter      | Svezia      | 1:40,11 |
| 4    | Tanja Poutiainen      | Finlandia   | 1:40,46 |
| 5    | Tina Maze             | Slovenia    | 1:40,61 |
| 6    | Maria Pietilä Holmner | Svezia      | 1:40,91 |
| 7    | Veronika Zuzulová     | Slovacchia  | 1:41,18 |
| 8    | Šárka Záhrobská       | Rep. Ceca   | 1:41,22 |
| 9    | Marlies Schild        | Austria     | 1:41,43 |
| 10   | Kathrin Zettel        | Austria     | 1:41,52 |

Data: sabato 16 febbraio 2013

1ª manche:

Ore: 10.00 (UTC+1)

Pista: Streicher

Partenza: 940 m s.l.m.

Arrivo: 745 m s.l.m.

Dislivello: 195 m

Tracciatore: Jim Pollock (Canada)

2ª manche:

Ore: 13.30 (UTC+1)

Pista: Streicher

Partenza: 940 m s.l.m.

Arrivo: 745 m s.l.m.

Dislivello: 195 m

Tracciatore: Rudi Soulard (Svezia)

#### Supercombinata
| Pos. | Atleta               | Nazione     | Tempo   |
| ---- | -------------------- | ----------- | ------- |
| 1    | Maria Riesch         | Germania    | 2:39,92 |
| 2    | Tina Maze            | Slovenia    | 2:40,38 |
| 3    | Nicole Hosp          | Austria     | 2:40,92 |
| 4    | Michaela Kirchgasser | Austria     | 2:41,56 |
| 5    | Kathrin Zettel       | Austria     | 2:41,71 |
| 6    | Elisabeth Görgl      | Austria     | 2:42,24 |
| 7    | Sofia Goggia         | Italia      | 2:42,69 |
| 8    | Julia Mancuso        | Stati Uniti | 2:43,25 |
| 9    | Sara Hector          | Svezia      | 2:43,59 |
| 10   | Dominique Gisin      | Svizzera    | 2:43,60 |

Data: venerdì 8 febbraio 2013

1ª manche:

Ore: 10.00 (UTC+1)

Pista: Planai

Partenza: 1 479 m s.l.m.

Arrivo: 771 m s.l.m.

Lunghezza: 3 050 m

Dislivello: 708 m

Tracciatore: Jan Tischhauser (FIS)

2ª manche:

Ore: 14.30 (UTC+1)

Pista: Streicher

Partenza: 920 m s.l.m.

Arrivo: 740 m s.l.m.

Dislivello: 180 m

Tracciatore: Livio Magoni (Slovenia)

### Misto

#### Gara a squadre
| Pos. | Nazione  | Atleti                                                                                             |
| ---- | -------- | -------------------------------------------------------------------------------------------------- |
| 1    | Austria  | Marcel Hirscher Nicole Hosp Michaela Kirchgasser Philipp Schörghofer Carmen Thalmann Marcel Mathis |
| 2    | Svezia   | Frida Hansdotter Mattias Hargin André Myhrer Maria Pietilä Holmner Jens Byggmark Nathalie Eklund   |
| 3    | Germania | Fritz Dopfer Lena Dürr Maria Riesch Felix Neureuther Veronique Hronek Stefan Luitz                 |

Data: martedì 12 febbraio 2013

Ore: 17.00 (UTC+1)

Pista: Planai

Partenza: 838 m s.l.m.

Arrivo: 745 m s.l.m.

Dislivello: 93 m

Tracciatore: 

##### Torneo
La gara a squadre consiste in una competizione di slalom parallelo tra rappresentative nazionali composte da quattro atleti, due sciatori e due sciatrici, che si affrontano a due a due sul percorso di gara. Ai vincitori spetta un punto; in caso entrambe le squadre ottengano due punti, passa il turno la squadra che ha ottenuto il miglior tempo stabilito sommando le migliori prestazioni maschili e femminili.
Il tabellone di gara è stato definito in base alla classifica che le nazionali hanno nella Coppa delle Nazioni della Coppa del Mondo. Inizialmente era prevista la partecipazione di 16 rappresentative, che con la rinuncia della Spagna sono rimaste 15; questo forfait ha fatto sì che l'Austria fosse direttamente qualificata per i quarti.
|  | Ottavi di finale | Ottavi di finale |          |   | Quarti di finale          | Quarti di finale          |  |  | Semifinali | Semifinali |  |  | Finale | Finale |
|  |                  |                  |          |   |                           |                           |  |  |            |            |  |  |        |        |
|  |                  |                  |          |   |                           |                           |  |  |            |            |  |  |        |        |
|  |                  |                  |          |   |                           |                           |  |  |            |            |  |  |        |        |
|  | Austria          | -                |          |   |                           |                           |  |  |            |            |  |  |        |        |
|  | Austria          | -                |          |   |                           |                           |  |  |            |            |  |  |        |        |
|  | al secondo turno | -                |          |   |                           |                           |  |  |            |            |  |  |        |        |
|  | al secondo turno | -                | Austria  | 3 |                           |                           |  |  |            |            |  |  |        |        |
|  |                  |                  | Austria  | 3 |                           |                           |  |  |            |            |  |  |        |        |
|  |                  | Slovenia         | 1        |   |                           |                           |  |  |            |            |  |  |        |        |
|  | Slovenia         | Slovenia         | 1        | 2 |                           |                           |  |  |            |            |  |  |        |        |
|  | Slovenia         |                  |          | 2 |                           |                           |  |  |            |            |  |  |        |        |
|  | Norvegia         | 2                |          |   |                           |                           |  |  |            |            |  |  |        |        |
|  | Norvegia         | 2                | Austria  | 4 |                           |                           |  |  |            |            |  |  |        |        |
|  |                  |                  | Austria  | 4 |                           |                           |  |  |            |            |  |  |        |        |
|  |                  | Germania         | 0        |   |                           |                           |  |  |            |            |  |  |        |        |
|  | Germania         | Germania         | 0        | 3 |                           |                           |  |  |            |            |  |  |        |        |
|  | Germania         |                  |          | 3 |                           |                           |  |  |            |            |  |  |        |        |
|  | Croazia          | 1                |          |   |                           |                           |  |  |            |            |  |  |        |        |
|  | Croazia          | 1                | Germania | 2 |                           |                           |  |  |            |            |  |  |        |        |
|  |                  |                  | Germania | 2 |                           |                           |  |  |            |            |  |  |        |        |
|  |                  | Francia          | 2        |   |                           |                           |  |  |            |            |  |  |        |        |
|  | Francia          | Francia          | 2        | 4 |                           |                           |  |  |            |            |  |  |        |        |
|  | Francia          |                  |          | 4 |                           |                           |  |  |            |            |  |  |        |        |
|  | Slovacchia       | 0                |          |   |                           |                           |  |  |            |            |  |  |        |        |
|  | Slovacchia       | 0                | Austria  | 4 |                           |                           |  |  |            |            |  |  |        |        |
|  |                  |                  | Austria  | 4 |                           |                           |  |  |            |            |  |  |        |        |
|  |                  | Svezia           | 0        |   |                           |                           |  |  |            |            |  |  |        |        |
|  | Svezia           | Svezia           | 0        | 3 |                           |                           |  |  |            |            |  |  |        |        |
|  | Svezia           |                  |          | 3 |                           |                           |  |  |            |            |  |  |        |        |
|  | Finlandia        | 1                |          |   |                           |                           |  |  |            |            |  |  |        |        |
|  | Finlandia        | 1                | Svezia   | 3 |                           |                           |  |  |            |            |  |  |        |        |
|  |                  |                  | Svezia   | 3 |                           |                           |  |  |            |            |  |  |        |        |
|  |                  | Stati Uniti      | 1        |   |                           |                           |  |  |            |            |  |  |        |        |
|  | Stati Uniti      | Stati Uniti      | 1        | 3 |                           |                           |  |  |            |            |  |  |        |        |
|  | Stati Uniti      |                  |          | 3 |                           |                           |  |  |            |            |  |  |        |        |
|  | Liechtenstein    | 2                |          |   |                           |                           |  |  |            |            |  |  |        |        |
|  | Liechtenstein    | 2                | Svezia   | 3 |                           |                           |  |  |            |            |  |  |        |        |
|  |                  |                  | Svezia   | 3 |                           |                           |  |  |            |            |  |  |        |        |
|  |                  | Canada           | 1        |   | Finale per il terzo posto | Finale per il terzo posto |  |  |            |            |  |  |        |        |
|  | Svizzera         | Canada           | 1        | 1 | Finale per il terzo posto | Finale per il terzo posto |  |  |            |            |  |  |        |        |
|  | Svizzera         |                  |          | 1 |                           |                           |  |  |            |            |  |  |        |        |
|  | Canada           | 3                |          |   |                           |                           |  |  |            |            |  |  |        |        |
|  | Canada           | 3                | Canada   | 2 | Germania                  | 2                         |  |  |            |            |  |  |        |        |
|  |                  |                  | Canada   | 2 | Germania                  | 2                         |  |  |            |            |  |  |        |        |
|  |                  | Rep. Ceca        | 2        |   | Canada                    | 2                         |  |  |            |            |  |  |        |        |
|  | Italia           | Rep. Ceca        | 2        | 1 | Canada                    | 2                         |  |  |            |            |  |  |        |        |
|  | Italia           |                  |          | 1 |                           |                           |  |  |            |            |  |  |        |        |
|  | Rep. Ceca        | 3                |          |   |                           |                           |  |  |            |            |  |  |        |        |
|  | Rep. Ceca        | 3                |          |   |                           |                           |  |  |            |            |  |  |        |        |

## Medagliere per nazioni
| Pos.   | Nazione     | Oro | Argento | Bronzo | Totale |
| ------ | ----------- | --- | ------- | ------ | ------ |
| 1      | Stati Uniti | 4   | 0       | 1      | 5      |
| 2      | Austria     | 2   | 2       | 4      | 8      |
| 3      | Francia     | 2   | 1       | 1      | 4      |
| 4      | Slovenia    | 1   | 2       | 0      | 3      |
| 5      | Germania    | 1   | 1       | 2      | 4      |
| 6      | Norvegia    | 1   | 0       | 1      | 2      |
| 7      | Italia      | 0   | 2       | 1      | 3      |
| 8      | Svezia      | 0   | 1       | 1      | 2      |
| 9      | Croazia     | 0   | 1       | 0      | 1      |
| 9      | Svizzera    | 0   | 1       | 0      | 1      |
| Totale | Totale      | 11  | 11      | 11     | 33     |